# Juan Carlos "Mono" Fontana
Mono Fontana, nombre artístico de Juan Carlos Fontana (Buenos Aires, 8 de noviembre de 1959), es un músico multiinstrumentista (batería, piano, guitarra, etc.) de rock y jazz de Argentina.
Integró las bandas Madre Atómica, Nito Mestre y Los Desconocidos de Siempre y Spinetta Jade.

## Biografía
A los 10 años ya era músico profesional y a los 12 fundó, junto con Lito Epumer, la banda Madre Atómica, a la que luego se sumó Pedro Aznar una banda sumamente renombrada en el circuito underground de los años setenta.

Sus pocos shows les permitieron destacarse como una formación de instrumentistas prodigiosos a una edad muy temprana.
Enciclopedia Rock Nacional 30 Años

Entre 1977 y 1980 integró la banda Nito Mestre y Los Desconocidos de Siempre, tocando la batería primero y el piano después. En 1983 y 1984 integró Spinetta Jade, banda liderada por Luis Alberto Spinetta, con quien siguió trabajando luego de disuelta, grabando seis álbumes: Madre en años luz –con Spinetta Jade–, Privé, Exactas, Téster de violencia, Don Lucero, Pelusón of milk y Estrelicia MTV Unplugged -con Spinetta y los Socios del Desierto. La sociedad entre Spinetta y Fontana, muy valorada por aquel, se interrumpió a mediados de la década de 1990 –con actuaciones conjuntas esporádicas desde entonces–, debido a la fobia a los aviones que tenía Fontana, según su propia confesión. Spinetta definía a Fontana como una «usina»:

En los teclados la usina más grande que se puede conocer: la central del Mono Fontana.
Luis Alberto Spinetta, 1988

Además, sentía por él una gran admiración: 

Yo considero que el Mono es un excelente arreglador y un verdadero artista, al igual que Lito Epumer. Otros músicos con los que he trabajado son súper artísticos pero no son artistas. Con Lito y el Mono alcancé un grado mucho más artesanal que antes. El Mono es mi ídolo a nivel musical, nunca me pasó algo así con otro tecladista, sin desmerecer a ninguno.
Luis Alberto Spinetta

Si el espacio creado entre un hombre y un instrumento musical en parte galaxia, en parte piel de cercanía se reuniera como los elementos que componen un imán, además, tuviese el don más puro, entonces todos nosotros estaríamos de una u otra forma escuchando dentro del corazón del Mono. Estaríamos en el ámbito profundo de las sonoridades que son, como tantas otras cosas, parte de su alma. Y es su vida solitaria la que sólo necesita música, como una eterna pila que incita al abismo. Ese abismo en notas creadas por el Mono Fontana se traduce como el abismo de la hermosura. Al quedarnos callados, a veces, padecemos algo: sólo escuchamos las voces erróneas de reclamo agolpadas tras los destellos de la conciencia. En ese silencio, hay un músico capaz de despertarnos del letargo u lograr movernos. Esa es la parte más divina. Porque es la de salir a tocar notas con el sentido de la verdad que nos propuso aceptar la forma de ver a nuestro alrededor y sentir básicamente el alma de todo. Primero el alma y luego su sonido.

Por eso, el Mono Fontana toca con el silencio hasta llegar a elaborar ese arte capaz de emprender las notas desde abajo, desde donde no se han creado aún. Y aunque, obviamente, están todas allí ya creadas - todos los E bemol y los F mayor - muy pocas veces este sentido de profunda verdad les precede. Eso es lo que suena tan bien en su música. Se siente el humilde ingreso de cada nota en nuestra vida y la forma en la que reverbera inmediatamente en el oído. Esta predestinación de sonidos tallados desde su silencio, sigilosamente se posa como un gato lo hace sobre el tejado, hábil y maravillosamente. Crear así, supongo, debe producir desvaríos naturales, aparentes visiones, producto de una comprensión y una precisión pasmosas, que pasan a la velocidad de la hiperluz. Pero al solo posar las manos en los teclados invisibles de la vida deja una sola estela, la de su infinito amor. Esto ha sido más que un texto en su música, tengo la dicha de haber tocado con él en un montón de temas y me siento agradecido y orgulloso por lo que hicimos. Esto ha sido una conversación con mi propia alma, y espero sea un anhelado reconocimiento de todos los que lo amamos.

Lo estaremos escuchando hasta el fin del tiempo...
Luis Alberto Spinetta

Simultáneamente reorganizó la banda Madre Atómica, integrándola con Lito Epumer, Guillermo Vadalá y Jota Morelli, grabando en 1986 el álbum Madre Atómica.
En los años noventa acompañó a varios músicos nacionales e internacionales, como multiinstrumentista. A mediados de la década comenzó a formar trío con Santiago Vázquez y Martín Iannaccone. En 1997 acompañó a Spinetta en su recital acústico para MTV. En 1998 grabó su primer álbum solista con el título de Ciruelo.
Continua integrando PAN, el grupo de percusión con sistema de señas y el dictado de clases de armonía, composición e improvisación desde 1986.
El 10 de abril de 2024 fue declarado Personalidad destacada de la Ciudad de Buenos Aires en el ámbito de la cultura por la Legislatura porteña.

## Trayectoria
- 1973-1975: Madre Atómica
- 1977-1980: Nito Mestre y Los Desconocidos de Siempre
- 1981-1983 banda de Nito Mestre
- 1983-1991: banda de Luis Alberto Spinetta
- 1986: Madre Atómica
- 1996: Trío
- 1998-Act.: Solista

## Discografía

### Como acompañante
1. El fantasma de Canterville (1977), acompañando a León Gieco. Guitarra acústica en "Adiós, hombre viejo".
2. Atrapados en el cielo (1977), acompañando a Pastoral. Batería en algunos temas.
3. Nito Mestre y los Desconocidos de Siempre II (1978), con Nito Mestre y Los Desconocidos de Siempre.
4. Saltaba sobre las nubes (1979), con Nito Mestre y Los Desconocidos de Siempre.
5. Con los ojos cerrados (1980), acompañando a María Rosa Yorio.
6. 20/10 (1981), acompañando a Nito Mestre.
7. En vivo (1982), acompañando a Nito Mestre.
8. Pedro Aznar (1982), acompañando a Pedro Aznar.
9. Escondo mis ojos al sol (1983), acompañando a Nito Mestre.
10. Madre en años luz (1984), con Spinetta Jade.
11. Destiempo (1985), acompañando a Rubén Goldín.
12. Giros (1985), acompañando a Fito Páez en la canción "Cable a tierra".
13. Privé, acompañando a Luis Alberto Spinetta.
14. Madre Atómica (1986) con Madre Atómica.
15. Téster de violencia, acompañando a Luis Alberto Spinetta.
16. Semillas del corazón (1988), acompañando a León Gieco.
17. Don Lucero, acompañando a Luis Alberto Spinetta.
18. Ecuador (1989), acompañando a Los músicos del centro
19. Exactas, acompañando a Luis Alberto Spinetta.
20. Pelusón of milk, acompañando a Luis Alberto Spinetta.
21. Gestando a la Halibour (1994), acompañando a Alfredo Casero y Mex Urtizberea.
22. Alma de camión (1996), acompañando a Alfredo Casero.
23. Euforia (1996), acompañando a Fito Páez en "Tres Agujas".
24. Estrelicia MTV Unplugged (1997), acompañando a Spinetta y los Socios del Desierto.
25. Para los árboles (2003), acompañando a Luis Alberto Spinetta en "Cisne".
26. Vivo acá (2003), acompañando a Divididos.
27. Spinetta y las Bandas Eternas (2010), acompañando a Luis Alberto Spinetta.
28. Los amigo (2015), acompañando a Luis Alberto Spinetta en "Bagualerita".
29. Ya no mires atrás (2020), acompañando en "Luna Nueva, Mundo Arjo" a Luis Alberto Spinetta.

### Como solista
1. Ciruelo (1998)
2. Cribas (2006)
3. Parte (2016), a dúo con Florencia Ruiz